# Université Stendhal
Université Stendhal – francuska szkoła wyższa, znajdująca się w Grenoble. Prowadzi studia na kierunkach związanych z obcymi językami i kulturami oraz literaturą.